# John Stokes
John Heydon Romaine Stokes (ur. 23 lipca 1917 w miejscowości Sandy w hrabstwie Bedfordshire w Wielkiej Brytanii, zm. 27 czerwca 2003 w Oksfordzie) – brytyjski konserwatywny działacz polityczny, wieloletni parlamentarzysta

## Życiorys
Ukończył szkołę średnią Temple Grove, Haileybury College, Queen's College i Uniwersytet Oksfordzki. Podczas studiów należał do m.in. Stowarzyszenia Monarchistycznego Uniwersytetu Oksfordzkiego. Był wówczas zwolennikiem gen. Francisco Franco oraz opowiadał się za polityką ustępstw wobec Adolfa Hitlera. Brał udział w II wojnie światowej. Podczas walk z Niemcami w Afryce Północnej w 1943 w szeregach Pułku The Royal Fusiliers został ranny. Służbę wojskową zakończył w 1946 w Syrii w stopniu majora jako adiutant gen. majra Edwarda Spearsa. Od 1946 pracował m.in. w Imperial Chemical Industries. W 1959 założył własną firmę doradztwa personalnego Clive and Stokes Ltd., Personnel Consultants. W 1964 nie został wybrany do parlamentu z okręgu Gloucester jako kandydat Partii Konserwatywnej, zaś 2 lata później z okręgu Hitchin. Dopiero od 1970 reprezentował w parlamencie samorząd Oldbury and Halesowen, zaś od 1974 prawie aż do śmierci samorząd Halesowen and Stourbridge. Uczestniczył w licznych parlamentarnych delegacjach międzynarodowych. Od 1983 pełnił funkcję delegata Wielkiej Brytanii w Radzie Europy i Unii Zachodnioeuropejskiej. W 1992 przewodniczył delegacji Rady Europy obserwującej wybory parlamentarne w Albanii. W ramach Partii Konserwatywnej reprezentował jej skrajne prawe skrzydło. Od 1971 był wieloletnim prezesem Primrose League i West Midlands Conservative Clubs oraz członkiem Conservative Monday Club. Był uważany za polityka w starym stylu. Silnie przeciwstawiał się polityce imigracyjnej, był zwolennikiem tradycyjnego społeczeństwa kierowanego przez arystokrację, z silną pozycją klasy średniej. Należał też do religijnych organizacji powiązanych z kościołem anglikańskim. W 1988 został mu przyznany tytuł szlachecki.